# Parophidion
Parophidion es un género de peces marinos actinopeterigios, distribuidos una de las especies por toda la costa oeste del océano Atlántico y la otra por todo el mar Mediterráneo y este del Atlántico.

## Especies
Existen solamente dos especies reconocidas en este género:
- Parophidion schmidti (Woods y Kanazawa, 1951)
- Parophidion vassali (Risso, 1810)